# Жанажол (Толебійський район)
Жанажо́л (каз. Жаңажол) — село у складі Толебійського району Туркестанської області Казахстану. Входить до складу сільського округу Бірінші Мамира.
У радянські часи спочатку існувало два населених пункти Маржан та Кизилбулак, пізніше до села було приєднано село Кизиласкер.
Населення — 1904 особи (2021; 1999 у 2009, 144 у 1999, 311 у 1989).